# Улуакимата I
Улуакимата I (тонг. ʻUluaki-mata, англ. Uluakimata) — 29-й по счету туи-тонга, религиозный правитель Тонганской Морской Империи. Улуакимата, в отличие от других туи-тонга был не тонганцем, а увеанцем по национальности. Он захватил трон Тонганской империи, приплыв на остров Тонгатапу с родного острова вместе с воинами и убив предыдущего «императора» Тапуоси. Несмотря на то, что он не имел почти никакой власти в политических делах Тонга, он был верховным жрецом всей империи. Пользуясь этим, он построил для себя самый большой ланги (королевский склеп) на всем острове.